# Kriegsverbrecherprozesse in Manila
Die Kriegsverbrecherprozesse in Manila wurden bis 31. Dezember 1946 von der amerikanischen Kolonialmacht, danach von philippinischen Militärtribunalen gegen japanische Militärpersonen (als Kriegsverbrecher der Kategorien B und C) oder deren Helfer wegen während der japanischen Besetzung der Philippinen begangener Kriegsverbrechen durchgeführt.

## Verfahren unter amerikanischer Regie
Im Mai 1945 wurde in Manila vom Supreme Commander for the Allied Powers (SCAP) das War Crimes Investigation Detachment eingerichtet, das zum 1. Juli 1946 in Legal Section, Manila Branch umbenannt wurde. Am 16. August 1945 wurde die executive order No. 64 vom Präsidenten Sergio Osmeña unterzeichnet. Damit wurde innerhalb der philippinischen Armee ein National War Crimes Office geschaffen, das mit amerikanischen Stellen Verbindung zu halten hatte. Die Amerikaner führten bis Jahresende 1946 alle Verfahren vor Militärtribunalen (military commission) selbst durch. Man folgte im Wesentlichen der Kategorisierung japanischer Kriegsverbrecher des FEC der UNWCC.
Die Mitglieder der military commissions der Amerikaner urteilten insgesamt härter als ihre Kollegen an anderen Orten. Sie verurteilten in 97 Verfahren von 215 Angeklagten 195 (90,7 %), dabei gab es 92 Todesurteile und 20 Freisprüche.

### Yamashita
Das Verfahren gegen den „Tiger von Malaya“ General Yamashita Tomoyuki, der den Briten die schmachvolle Niederlage von Februar 1942 zugefügt hatte, war der erste Kriegsverbrecherprozess gegen einen japanischen Offizier. Yamashita war während des gesamten Krieges von britischer Propaganda als „barbarischer Affe“ karikiert worden. Das Verfahren war stark von Rachegedanken geprägt. Yamashita war seit Oktober 1944 Kommandeur der 14. Armeegruppe und Chef der Kempeitai geworden. Während der bald folgenden amerikanischen Invasion kam es durch seine sich auf dem Rückzug befindlichen Gruppen zu grausamsten Ausschreitungen. Bereits drei Wochen nach seiner Kapitulation wurde er am 25. September angeklagt, der erste Gerichtstermin war der 8. Oktober 1945. Vor fünf Generälen kamen zur eigentlichen Verhandlung ab 28. Oktober 123 Anklagepunkte. Die meisten der 2900 Seiten „Beweismittel“ bezogen sich auf Marineeinheiten, die Yamashita nur für die Dauer ihres Kampfeinsatzes an Land unterstellt waren. Das Todesurteil erging am 7. Dezember 1945. Nachdem es von 4. Februar 1946 von General MacArthur bestätigt worden war, wurde Yamashita am 23. Februar 1946 gehängt. Der angerufene US Supreme Court hatte sich aus Gründen der Staatsraison für nicht zuständig erklärt. Yamashitas Verurteilung erfolgte nicht, weil er Kommandeur war, sondern weil er ein japanischer Kommandeur war. Im Verfahren gegen Admiral Toyoda Soemu wurde offensichtlich, dass dieser und nicht Yamashita für die Untaten der Marineeinheiten verantwortlich war.

#### Verantwortlichkeit eines Oberkommandierenden
Von Interesse ist das Verfahren nicht nur wegen der Aufklärung der Vorgänge, sondern besonders wegen des neuentwickelten Konzeptes der Vorgesetztenverantwortlichkeit (command responsibility) von Offizieren. Es besagt, dass ein Offizier für jedes von Untergebenen in seinem Aufgabenbereich begangene Verbrechen zur Verantwortung gezogen werden kann, auch wenn er es weder befohlen, noch davon Kenntnis gehabt hat oder haben konnte. Diese im damaligen Völkerrecht neue Idee erwies sich als probates Mittel, um Kommandeure leicht zu belangen. Es führte jedoch zu lebhaften Debatten unter Juristen, die bald erkannten, dass die konsequente Umsetzung besonders gegen US-Kommandeure, bezw. den Präsidenten als Commander in Chief weitreichende Folgen haben könnte. Der Abwurf der Atombomben auf Hiroshima und Nagasaki kann völkerrechtlich durchaus als unzulässiger Terrorangriff auf die Zivilbevölkerung interpretiert werden. Bereits im Verfahren wegen des Massakers von My Lai wurde offenbar, dass das US-Militär nicht gewillt ist, diese Idee für sich gelten zu lassen. Es stellt auch einen der wichtigsten Gründe für die USA dar, nicht dem Internationalen Strafgerichtshof beizutreten, da bei konsequenter Umsetzung auch Minister wie Henry Kissinger, Donald Rumsfeld oder Präsident George W. Bush für die unter ihrem Kommando begangenen Gräuel in Vietnam und Falludscha schuldig zu sprechen wären. Derartige Ausnahmen haben dazu geführt, dass Kriegsverbrecherprozesse oft als reine Siegerjustiz betrachtet werden.

### Homma
Das Verfahren gegen den Oberkommandierenden bei der Eroberung der Philippinen, Homma Masaharu, begann im Dezember 1945. Anders als Yamashita konnte er sich nicht damit verteidigen, seine Truppen wären auf einem chaotischen Rückzug schlecht zu kontrollieren gewesen. Vorgeworfen wurde ihm – im Rahmen der command responsibility – für die Bombardierung Manilas, nachdem es zur offenen Stadt erklärt worden war, den Todesmarsch von Bataan mit 17.200 Toten sowie die verweigerte Kapitulation der Truppen auf Corregidor unter Kommando von Generalmajor Jonathan Wainwright 1942 verantwortlich zu sein. Das Todesurteil wurde am 11. Februar gefällt und Homma am 3. April hingerichtet, nachdem sich der US Supreme Court erneut für nicht zuständig erklärt hatte.

## Verfahren nach der Unabhängigkeit
Das Commonwealth der Philippinen errang am 4. Juli 1946 die Unabhängigkeit. Zwar konnten die von der Kolonialmacht geschaffenen Strukturen weiter benutzt werden, jedoch waren gewisse Modifikationen unumgänglich. Bereits seit Februar 1946 war das Territorium an den Beratungen der Mitglieder der UNWCC und des Far Eastern Sub-Committee on War Crimes (FEAC, später FEC) in Chongqing beteiligt. Der stellvertretende Vorsitzende des Komitees No. 5 (War Crimes) war ein Filippino. Delfin Jaranilla war Richter am IMTFE.

### Organisation
Die executive order No. 64 von 1946 wurde zum 29. Juli 1947 durch executive order No. 68 widerrufen. Verfahren hatten nun vor Militärtribunalen stattzufinden, die auf den philippinischen Präsidenten vereidigt waren. Im Aufbau unterschieden sich diese Tribunale nicht von denen, die SCAP in Yokohama einsetzte. Bei den – mindestens drei – Richtern der Tribunale handelte es sich um Offiziere, die qualifiziert sein mussten, einem Kriegsgericht anzugehören und normalerweise gleichen oder höheren Rang als der Angeklagte haben sollten. Obwohl ein Mitglied speziell als „law member“ zu ernennen war, hatte in der Regel keiner der Richter eine juristische Ausbildung. Bedeutend war das Amt des „law member“ deshalb, weil dieser in juristischen Zweifelsfragen das letzte und unanfechtbare Wort hatte. Auch die Formalien und die Bestimmungen zur Beweisaufnahme lehnten sich weiterhin eng an amerikanische Vorbilder an. Ausdrücklich ausgeschlossen wurde die Verteidigung „auf höheren Befehl“ gehandelt zu haben, sie konnte allenfalls als mildernder Umstand Berücksichtigung finden. Auf Verfahrensfragen musste nicht eingegangen werden, wenn dies die schnelle Abwicklung des Verfahrens beeinträchtigt hätte. Diese Richtlinien stießen nicht auf ungeteilte Zustimmung unter Juristen, besonders das Mitglied des obersten Gerichts Gregorio Perfecto kritisierte sie.
Die Anklage wurde von Juristen aus einer speziellen Einheit der philippinischen Armee vertreten, vereinzelt kamen zivile Anwälte hinzu. Die neue Regierung konnte die von der Legal Section, Manila Branch gesammelten Beweise übernehmen. Dolmetscher und Protokollführer wurden vom National War Crimes Office gestellt.
Den Angeklagten wurden militärische Pflichtverteidiger, die unter der Verantwortung von Hauptmann Pedro Serran standen, beigegeben. Weiterhin durften sie zivile Anwälte (meist aus Japan) wählen. Die Angeklagten hatten kein verbrieftes Recht gegen einen Richter die Besorgnis der Befangenheit zu äußern.

#### Revision
Sämtliche Schuldsprüche waren dem National War Crimes Review Board vorzulegen. Todesurteile mussten vom Präsidenten bestätigt werden.

### Prozesse
In den Verfahren auf den Philippinen konnte, häufiger als andernorts, auf Zeugenaussagen zurückgegriffen werden, da das Land selbst besetzt gewesen war. Es gab mehrere Fälle, in denen sich Verteidiger und Staatsanwälte sogar prügelten, so z. B. im Fall des (später freigesprochenen) Kempeitai-Kommandanten von Luzon Lt. Matsuta Junzo.

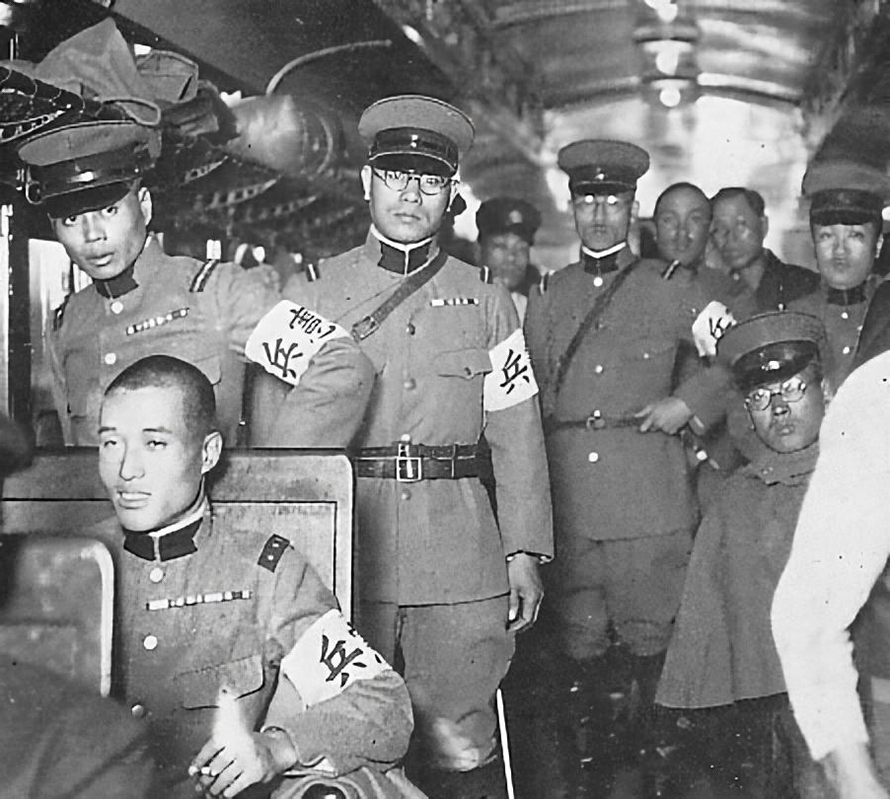
Kempei Offiziere in einem Zug, 1935

Die ersten Verhandlungen unter Filippino-Regie begannen in Manila im November 1947. Darunter auch die erste Massenverhandlung bei der 13 Offizieren die Verwüstung zweier Dörfer auf Cebu 1944 vorgeworfen wurde. Die Urteile verzögerten sich, bis im Februar 1949 das Review Board die zwölf Todesurteile bestätigte.
Die höheren japanischen Chargen wurden fast alle nach dem command resposibility-Konzept angeklagt. So der Besatzungskommandant von Manila Generalleutnant Yokoyama Shizuo dem 35.000 unter seinem Kommando getötete Zivilisten zur Last gelegt wurden und der Chef der Kempeitai, Generalmajor Maska Kenshichi.
Der Vorgänger von General Yamashita, Kuroda Shinegi, wurde nach einer elfmonatigen Verhandlung schuldig gesprochen, dafür verantwortlich zu sein, dass seine Truppen 2800 Filipinos getötet und etliche andere gefoltert und gequält hatten. Überraschenderweise wurde er aber nur zu lebenslanger Haft verurteilt.
Nach 113 Verhandlungstagen wurden 14 Marineangehörige verurteilt, weil sie in Infania (Quezon) Grausamkeiten begangen hatten. In einem separaten Prozess wurde gegen den verantwortlichen Admiral Furuse Takesue verhandelt. Er war einer der wenigen Angeklagten, die sich „schuldig“ bekannten. Um die 152 Getöteten zu sühnen, wurde er gehängt.
Amerikanische Truppen auf Mindanao hatten im Februar 1947 eine Gruppe japanischer Soldaten gefangen genommen. 31 davon wurde Menschenfresserei vorgeworfen, zwölf Beschuldigte waren geständig. Obwohl der Fall im Juni bereit zur Verhandlung war, wurde erst im September 1949 verhandelt. Zehn Angeklagte wurden zum Tode verurteilt, vier erhielten lebenslänglich. Weiterhin gab es drei Freisprüche, über den Verbleib der anderen ist nichts bekannt.
Das letzte Urteil wurde am 31. Dezember 1949 gesprochen. Insgesamt war gegen 169 Angeklagte in 72 Fällen verhandelt worden. 133 (78,7 %) wurden schuldig gesprochen, dabei gab es 25 Todesurteile und 17 Verurteilungen zu lebenslanger Haft. Die ersten Hinrichtungen unter einheimischer Regie fanden im August 1948 statt. Nicht verhandelt worden war gegen einheimische Kollaborateure. Es gab elf Freisprüche, in 25 Fällen kam es aus formalen Gründen zu keiner Verurteilung, 182 ebenfalls Beschuldigte wurden mangels Beweisen ohne Verhandlung freigelassen und repatriiert. Die Durchführung der Verfahren wurde durch die nationalen und fiskalischen Krisen kurz nach der Unabhängigkeit und dem Beginn des Freiheitskampfes der Hukbalahap (Huks) behindert und oftmals verzögert.